# Jonny Rees
Pour les articles homonymes, voir Ellis.
Jonny Rees, né le 21 mars 1968 à Wigan (Royaume-Uni), est un acteur et scénariste britannique. Il est parfois crédité sous le pseudonyme de Greg Ellis. 
Il est connu pour avoir joué Theodore Groves dans Pirates des Caraïbes 1, 3 et 4. Il apparait rapidement dans Titanic de James Cameron dans le rôle d'un steward du RMS Carpathia.

## Filmographie

### Comme acteur
- 1988 : Madame Sousatzka : Tarek
- 1986 : Brush Strokes (série télévisée) : Terry Bilston (1990)
- 1986 : Bread (série télévisée) : P.C. Lloyd (Series 6-7) (1990-1991)
- 1997 : Titanic : Carpathia Steward
- 1998 : The Elevator
- 1998 : La Famille Delajungle ("The Wild Thornberrys") (série télévisée) : Whippet
- 1999 : Crash and Byrnes (TV) : Roman Byrnes
- 2001 : Heavy Gear: The Animated Series (série télévisée) : Bob Stonefire, Rank (voix)
- 2001 : Invader Zim (série télévisée) : Alan (voix)
- 2001 : Chungkai, le camp des survivants (To End All Wars) : Primrose
- 2001 : Megiddo: The Omega Code 2 : Agent Harris
- 2001 : Dan Dare: Pilot of the Future (TV) : Dan Dare
- 2002 : Tarzan & Jane (vidéo) (voix)
- 2003 : Pirates des Caraïbes : La Malédiction du Black Pearl: Théodore Groves
- 2003 : Red Roses and Petrol : Tom Ivres
- 2004 : Vil Con Carne (Evil Con Carne) (série télévisée) : Lady of the Lake
- 2004 : 24 heures chrono (série télévisée) : Michael Amador
- 2004 : Summer Music Mania 2004 (TV) : Announcer
- 2005 : Bratz (série télévisée) : Byron Powell, Sir Nigel Forrester
- 2005 : Bratz : Byron Powell, Nigel
- 2005 : Mr. et Mrs. Smith (Mr. & Mrs. Smith) : Mickey - Dive Bar Patron #1
- 2005 : Cell Call : Donovan
- 2005 : Goal! : Naissance d'un prodige (Goal!) : Fan 2
- 2006 : Bones (série télévisée) : Kevin Hollings
- 2006 : We're with the Band (série télévisée) : Greg (Manager)
- 2006 : Garfield: A Tail of Two Kitties : Nigel
- 2007 : La Légende de Beowulf : Garmund
- 2007 : Pirates des Caraïbes : Jusqu'au bout du monde: Théodore Groves
- 2008 : Docteur Dolittle 4 (Dr. Dolittle: Tail to the Chief) (TV) (voix)
- 2008 : Le Retour de K2000 (Knight Rider) (série télévisée) : Welther
- 2009 : Star Trek de J. J. Abrams : Chef Ingénieur Olson
- 2011 : Pirates des Caraïbes: La Fontaine de Jouvence: Théodore Groves
- 2012 : Alcatraz (série télévisée)
- 2013 : Touch (série télévisée) : Trevor Wilcox
- 2013 : NCIS : Los Angeles (série télévisée) : Pieter Smit
- 2014 : Forsaken de Jon Cassar : Tom Watson

## Doublage
- 2010 : Tom et Jerry : Élémentaire, mon cher Jerry (Tom and Jerry Meet Sherlock Holmes) : Tin
- Final Fantasy VII : Advent Children : Cait Sith
- Dirge of Cerberus : Final Fantasy VII : Cait Sith
- Dragon age origins : Cullen
- Dragon age 2 : Cullen
- Dragon age Inquisition : Cullen

## Jeux video
- Command and Conquer - Alerte rouge 3 : Commandant Giles Price
- Command and Conquer - Alerte rouge 3 : La révolte : Commandant Giles Price
- KOTOR II  : Disciple